# Crystal Renn
Crystal Renn (Miami, Florida, EE. UU., 18 de junio de 1986) es una supermodelo y autora de nacionalidad estadounidense.

## Biografía
Renn comenzó su carrera profesional en la moda a los 14 años, cuando la descubrió un cazatalentos profesional en el pueblo donde vivía, en Clinton, Misisipi. Le dijeron que debería perder, al menos, un tercio de peso si quería llegar a modelo. Tiempo después, tras años de anorexia nerviosa, Renn reconsideró su dieta y hábitos saludables. Tras engordar 32 kg (70 libras) y resurgir con una talla 44 (US 12), sus agentes la volvieron a contratar como modelo de tallas grandes. Renn ha escrito un libro Hungry: A Young Model's Story of Appetite, Ambition and the Ultimate Embrace of Curves (Hambrienta: historia de una joven modelo sobre el apetito, la ambición y el abrazo definitivo a las curvas) sobre su experiencia en el mundo de la moda y las transformaciones a que ha sometido su cuerpo.
El 30 de junio de 2007, Renn contrajo matrimonio con el que había sido durante mucho tiempo su novio, Gregory Vrecenak, en la iglesia de San Ignacio de Loyola en Manhattan, NY. El reportaje artístico de su boda corrió por cuenta del fotógrafo Brian Boulos. A mediados de 2009 la pareja puso fin a su matrimonio. En la actualidad, Renn reside en Brooklyn.
En noviembre de 2010, Renn confensó haber perdido peso gracias al senderismo y el yoga, y que había rebabajo la talla hasta una 38 (US 8).

## Trayectoria profesional
Además de haber trabajado en diversas ocasiones con conocidos fotógrafos de modaa como Ruven Afanador y Steven Meisel, ser la modelo de tallas grandes en copar la portada Harper's Bazaar cover [cita requerida], así como aparecer en cuatro ediciones internacionales de la revista Vogue, Renn ha disfrutado de lucrativos contratos con varias firmas especializadas en tallas grandes como Lane Bryant, Evans y Torrid. 
También ha pisado la pasarela para Vena Cava, Heatherette, Elena Miró y para el más conocido Jean-Paul Gaultier en París, colección primavera/verano de 2006, atrayendo la atención favorable y el interés de grandes medios de comunicación. 
Últimamente, ha desfilado para la Pasarela Chanel Resort 2011. También ha participado en la campañana para la Fashion Week 2010 de Jean Paul Gautier y otras campañas para H&M, Chanel, Dolce & Gabbana, Saks Fifth Avenue, Jean Paul Gautier, Jimmy Choo, Barneys, Dsquared y Nordstrom.  
Asimismo, ha aparecido en editoriales de las versiones estadounidense, italiana, francesa, alemana, española, japonesa, latinoamericana y joven de Vogue, en la italiana Elle, rusa y estadounidense Harpers Bazaar, Glamour V, i-D y Vanity Fair. Tuvo su aparición también en la edición 2012 del Sports Illustrated Swimsuit Issue.
A Renn también se la conoce por sus apariciones en una campaña de 2007 para la firma española Mango, llevando lápices de pintar y ropa de talla estándar (no especialmente grande); estas fotografías en las que se la veía con modelos de tallas menores y sin ninguna mención especial a su talla grande suponen un raro acontecimiento en el escaparate de la moda.[cita requerida]
En 2011 Renn se convirtió en rostro de la campaña primavera/verano de Jimmy Choo Ltd y de la colección primavera/verano de Marina Rinaldi, de pantalones vaqueros de talla grande.
El primer libro de Renn, Hambrienta (Hungry), lo escribió junto a Marjorie Ingall y salió publicado el 8 de septiembre de 2009. Durante una entrevista televisada en Australian, el agente de Renn dio a entender que sus ingresos actuales rondarían los 7 dígitos.[cita requerida]
Renn sirvió de corresponsal para la revista Glamour en la New York Fashion Week de 2010, colección de otoño.